# Teratomyces actobii
Teratomyces actobii Thaxt.– gatunek grzybów z rzędu owadorostowców (Laboulbeniaceae).

## Systematyka i nazewnictwo
Pozycja w klasyfikacji według Index Fungorum: Teratomyces, Laboulbeniaceae, Laboulbeniales, Laboulbeniomycetidae, Laboulbeniomycetes, Pezizomycotina, Ascomycota, Fungi.
Gatunek ten po raz pierwszy opisał w 1894 r. Roland Thaxter na owadzie Actobius nanus w USA.
Synonimy:
- Teratomyces atropurpureus Maire 1920
- Teratomyces brevicaulis Thaxt. 1894

## Charakterystyka
Grzyb mikroskopijny, pasożyt owadów, nie powodujący jednak jego śmierci i zwykle nie wyrządzający mu większych szkód. W Polsce jego występowanie podał Tomasz Majewski w 1994 i 2003 r. na chrząszczu Erichsonius signaticornis z rodziny kusakowatych (Staphylinidae).